# Kletba

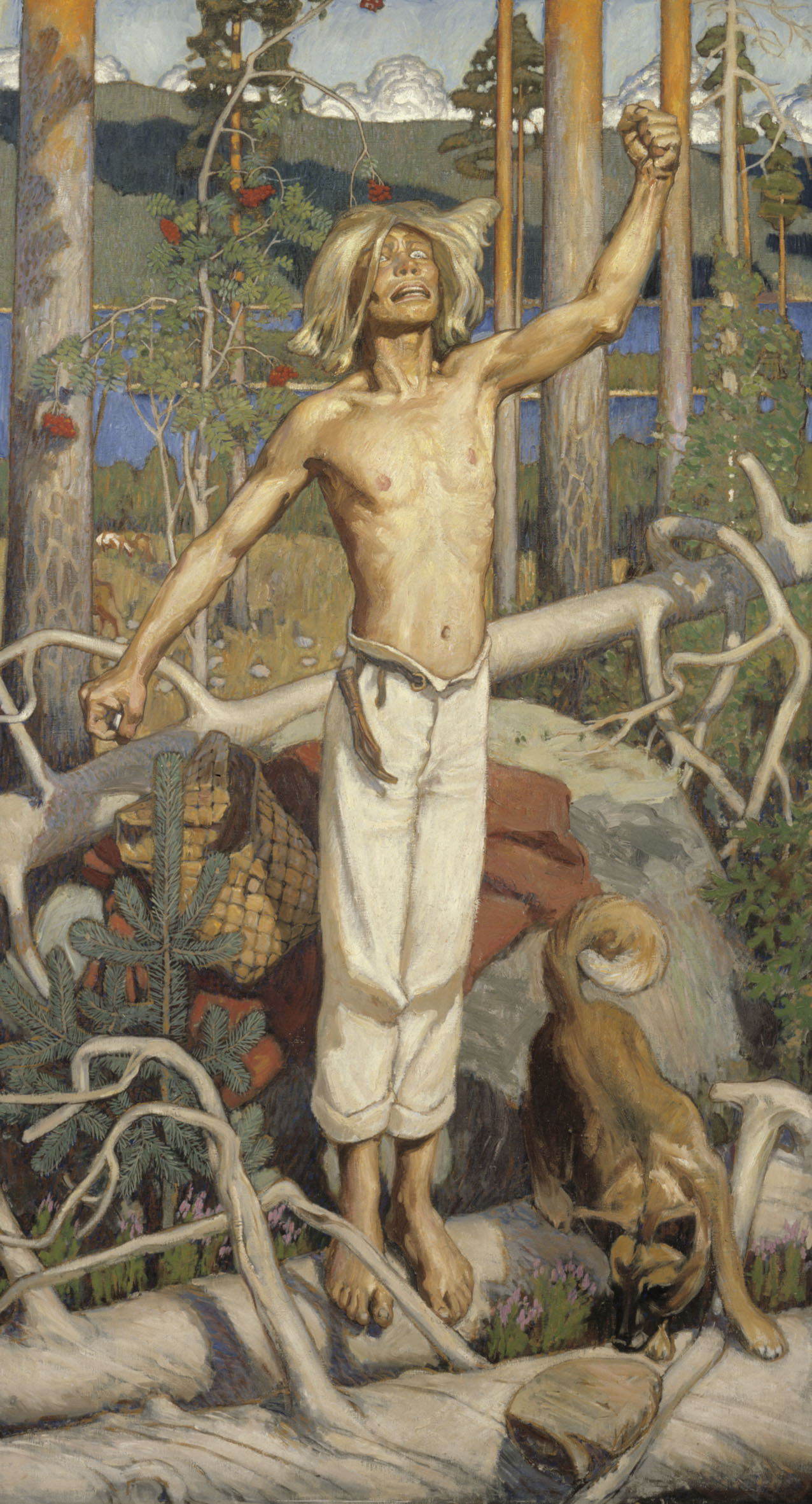
obraz finského malíře Aksela Gallen-Kallely zachycující příběh z eposu Kalevala – Kullervovu kletbu

Kletba je vyjádřená žádost k nadpřirozeným silám, aby někomu vznikla škoda nebo jej potkal zlý osud.
Vyslovením kletby se určitá osoba stane prokletou, tj. po určité době tuto osobu postihne neštěstí. Prokletí se nemusí vztahovat jen na osoby, ale též na celé rodiny, předměty, budovy, místa atd. Kletba se vyskytuje zvláště v mytologických líčeních, lidových pověstech a pohádkách.
Kletbou se dnes často rovněž míní použití více či méně vulgárních výrazů pro uvolnění vnitřního napětí. Některé kletby se dosud vyskytují v ustálených obratech, přestože už nejsou míněny doslova, např. aby ho čert vzal.

## Související výrazy
- Slovo „kletba“ v češtině úzce souvisí se slovem klatba, které označuje církevní trest kanonického práva. Klatba však není výrokem magickým, nýbrž je vynesením rozsudku. Sama o sobě nemá magický účinek.
- Opakem kletby je požehnání, jímž člověk žádá nadpřirozené síly, aby určité osobě (předmětu, místu...) pomohly a ochraňovaly jej.
- Jako thanatobolie se označuje kletba, která má na prokletého přivolat smrt, zpravidla v určité stanovené lhůtě. Z historie jsou známy případy, kdy kletba skutečně došla svého naplnění. Zřejmě nejznámější je případ posledního velmistra řádu templářů Jacqua de Molay, který po svém nespravedlivém odsouzení k smrti upálením proklel francouzského krále Filipa IV. a papeže Klementa V. Oba prokletí krátce na to zemřeli.

V českých zemích je nejznámější pověst o vůdci Chodů Janu Sladkém Kozinovi, který údajně uvrhl kletbu na pána Wolfa Maxmiliána Lamingera, že se do roka a do dne setkají u božího soudu.
Laminger skutečně za necelý rok nato zemřel. Syndrom thanatobolie se proto někdy označuje také jako lamingerismus.
Ve spojitosti se starověkým Egyptem se často hovoří o tak zvané faraonově kletbě. Po nálezu hrobky faraona Tutanchamona totiž v krátkém čase za zvláštních okolností zemřelo hned několik lidí, kteří na hrobce pracovali, například George Herbert, hrabě z Carnarvonu, který archeologické práce financoval a který byl společně s jejím objevitelem Howardem Carterem první, kdo do hrobky vstoupil. Brzy se tak objevila fáma, že kdokoli do Tutanchamonovy hrobky vstoupí, zemře.

## Vázací magie
| Varuno, tvých provazů je sedm, sedm je trojmo rozloženo osidel, spoutají každého, kdo klamně mluví; kdo ale Pravdu mluví, ten zůstane volný. Se sto provazy jeď pro něho, Varuno, neujde ti rouhač, Mocný Strážce! Špatný ať sedí s roztrženým břichem, jako odtržený květ bez stopky. |
| Část atharvavédského hymnu 4.26 |

Vázací kouzla představují zvláštní druh kletby, která je založena na představě, že oběť je kouzlem svazována a je jí tak zabráněno škodit či je jí naopak ublíženo. Kromě symbolického poutání provazy pracují také s motivem bodání. Doklady o takovém druhu magie máme především z Indie, starého Řecka a Skandinávie doby vikinské. Ve védské Indii byla spojena především s vševidoucím a vševědoucím bohem Varunou, strážcem spravedlnosti a kosmického řádu rta, který byl vzýván aby spoutal nepřátele. V Řecku v Aischylových Erínyjích titulní bohyně pějí kouzelnou píseň, která má spoutat jejich oběti a představa magického vázání je bohatě doložena z defixií, proklínacích tabulek. Ve Skandinávii je píseň sloužící ke spoutání nepřátel zmiňována ve 148. strofě Hávamálu, starohornoněmecké první mersburské zaklínadlo uvádí že takové svázání, ale i odpoutání, byly schopny dísy.
S poutáním může souviset jeden z praindoevropských výrazů pro magii a kouzelnictví: *soito, který lze rekonstruovat z výrazů jako je velšské hud „magie“, severské seid „čarodějnictví“ a sida „čarovat“ a snad také tocharské nesset „magie“.